# Lejerbevægelsen
Lejerbevægelsen er et samlende ord for de forskellige foreninger og bevægelser, der organiserer og har organiseret lejere i Danmark.
Lejerbevægelsen er i slægtskab med boligbevægelsen. Sidstnævnte er modsat lejerbevægelsen samlet i en enhedsbevægelse, Boligselskabernes Landsforening.

## Historie
Den første egentlige landsorganisation for lejere De samvirkende danske Lejerforeninger blev stiftet i 1917 under den 1. verdenskrig. På samme tid var der i København oprettet en organisation, der hed Lejernes Værn, der havde sit udspring i en syndikalistisk tradition.
I 1941 stiftedes endnu en landsorganisation, Danmarks Lejerforbund. Denne organisation var knyttet op mod den socialdemokratiske tradition, - og blev i 1944 fødselshjælper til den almene boligorganisation Lejerbo. Danmarks Lejerforbund udgav ved sin stiftelse et medlemsblad, Lejer-Nyt, som var en fortsættelse af bladet Værn dit hjem, startet året før af Københavns Huslejeforeninger. Lejer-Nyt skiftede navn til Som vi bor i 1950.
I 1966 samledes de to organisationer i en under navnet Lejernes Landsorganisation, der havde sin storhedstid op igennem 70'erne - i en tid, hvor lejernes synspunkter nød fremme. Men 70'erne blev også tiden, hvor nye organisationsformer og protester mod bl.a. ejerlejlighedsudstykninger fandt sine rammer udenfor Lejernes LO.
Et eksempel på dette er Nørrebros Beboeraktion.
I starten af 80'erne var Lejernes LO præget af politiske fraktionskampe, og dette var senere medvirkende til dannelsen af Danmarks Lejerforeninger den 22. januar 1995 ved et møde i Odense. Udover, at de forlod Lejernes LO som foreninger, forlod afdelingen i Odense organisationen, og Aarhus Lejerforening kom til at stå på en sidelinje. Begge uden formelt at høre under nogen landsorganisation.
Det der blev til Danmarks Lejerforeninger havde i tiden forud for det benævnt sig som Lejerpolitisk Forening, og udbredte sig fra den position en kritik af Lejernes Landsorganisation. 
Foreningen i Odense har senere ændret navn til Lejerforeningen Fyn.
I 2000 opstod der en splittelse i Lejernes Landsorganisation i København, som medførte, at der oprettedes en ny organisation i hovedstanden, Bosam.
I årene herefter var spændingerne mellem hovedstad og provins udtalte i Lejernes Landsorganisation. Det søgtes løst ved at samle kræfter til at professionalisere medlemsservicen i provinsen, da forskellene var meget store. Da det så endeligt lykkedes kunne det organisatoriske og politiske fundament i organisationen ikke følge med, - og i stedet for succes endte det med masseeksklusioner frem for ny fælles fremgang.
Lejerbevægelsen fik derved endnu et skud på stammen, Danske Lejere, som primært har deres styrke i Jylland/Fyn.
Udover de nævnte organisationsnavne findes der flere beskedne lokale foreninger, der står helt alene. Nogle af disse som rudimenter fra foreninger, der tidligere havde større betydning og var en del af en større organisation.